# Titolo (finanza)
Il termine titolo indica genericamente quello strumento finanziario che identifica l'impiego di capitale come finanziamento di un ente pubblico o impresa attraverso quote di debito (titoli obbligazionari) o quote di capitale (titoli azionari) all'interno del mercato finanziario; una volta immesso nel mercato finanziario primario, il titolo acquisito dal titolare o possessore crea aspettative più o meno certe per una remunerazione periodica, tipicamente sotto forma di un interesse nel primo caso e di dividendi nel secondo caso, oppure per una capitalizzazione in seguito a successiva eventuale cessione/rivendita dello stesso nel cosiddetto mercato finanziario secondario.

## Descrizione
Un titolo ha sempre un valore nominale, che può variare rispetto al prezzo di emissione. Un titolo venduto al suo valore nominale si dice "alla pari"; un titolo venduto ad un prezzo inferiore al valore nominale si dice "sotto la pari", viceversa "sopra la pari". Quest'ultimo tipo non è molto diffuso, più che altro per un motivo psicologico: in quel caso, infatti, l'interesse contrattuale risulta essere inferiore a quello nominale.
I titoli denominati "zero coupon" (senza cedola) non danno luogo al pagamento di un interesse periodico, ma ad un pagamento di una quota predeterminata al momento della scadenza (ad esempio, un titolo del valore nominale di 1000€ comprato al prezzo di emissione di 995€ sarà rimborsato alla scadenza con 1000€, con una remunerazione consistente nei 5€ di differenza).

## Tipologia di quotazione
La quotazione di un titolo può avvenire in quattro tipi di prezzi differenti: 
- Corso super secco: prezzo di un titolo rappresentativo del solo valore capitale quando lo stesso è stato emesso sotto la pari;
- Corso secco: il prezzo del titolo rappresentativo del solo capitale (ad es.: BTP, CCT);
- Corso tel quel: la quotazione di un titolo che comprende oltre al valore nominale anche il rateo d'interesse già maturato (ad es.: BOT, CTZ, azioni);
- Corso ex cedola: quotazione di un titolo nel giorno in cui sono messi in pagamento gli interessi (per titoli a rendimento predeterminato) o i dividendi (per titoli a rendimento variabile); in tale data il corso ex cedola corrisponde al corso secco e al corso tel quel - i tre prezzi coincidono -, visto che gli interessi calcolati nel prezzo tel quel sono stati pagati (quindi il prezzo tel quel ne è scorporato).

## Identificatori
I valori mobiliari sono identificati da un insieme di codici riconosciuti a livello internazionale: l'International Securities Identification Number (ISIN) e il Financial Instrument Global Identifier (FIGI), il Committee on Uniform Security Identification Procedures (CUSIP) per gli Stati Uniti e il Canada, il CIK Number assegnato dalla Securities and Exchange Commission alle società quotate nei mercati azionari statunitensi, e infine il Stock Exchange Daily Official List (SEDOL) per l'Irlanda e il Regno Unito.